# Zweefvliegen op de Olympische Zomerspelen 1936
Zweefvliegen (aeronautica) was op de Olympische Spelen in 1936 een demonstratiesport. Dit was tevens de enige keer dat zweefvliegen op het olympisch programma stond. Er werd gevlogen vanaf het vliegveld Berlijn-Staaken. Hermann Schreiber kreeg een gouden medaille voor zijn vlucht over de Alpen in 1935.

## Uitslag
- Hermann Schreiber

## Referentie
- sports-reference.com

Atletiek · Basketbal · Boksen · Gewichtheffen · Handbal · Hockey · Honkbal (demonstratie) · Kanovaren · Kunstwedstrijden · Moderne vijfkamp · Paardensport · Polo · Roeien · Schermen · Schietsport · Schoonspringen · Turnen · Voetbal · Waterpolo · Wielersport · Worstelen · Zeilen · Zweefvliegen (demonstratie) · Zwemmen